# Schlauchturm

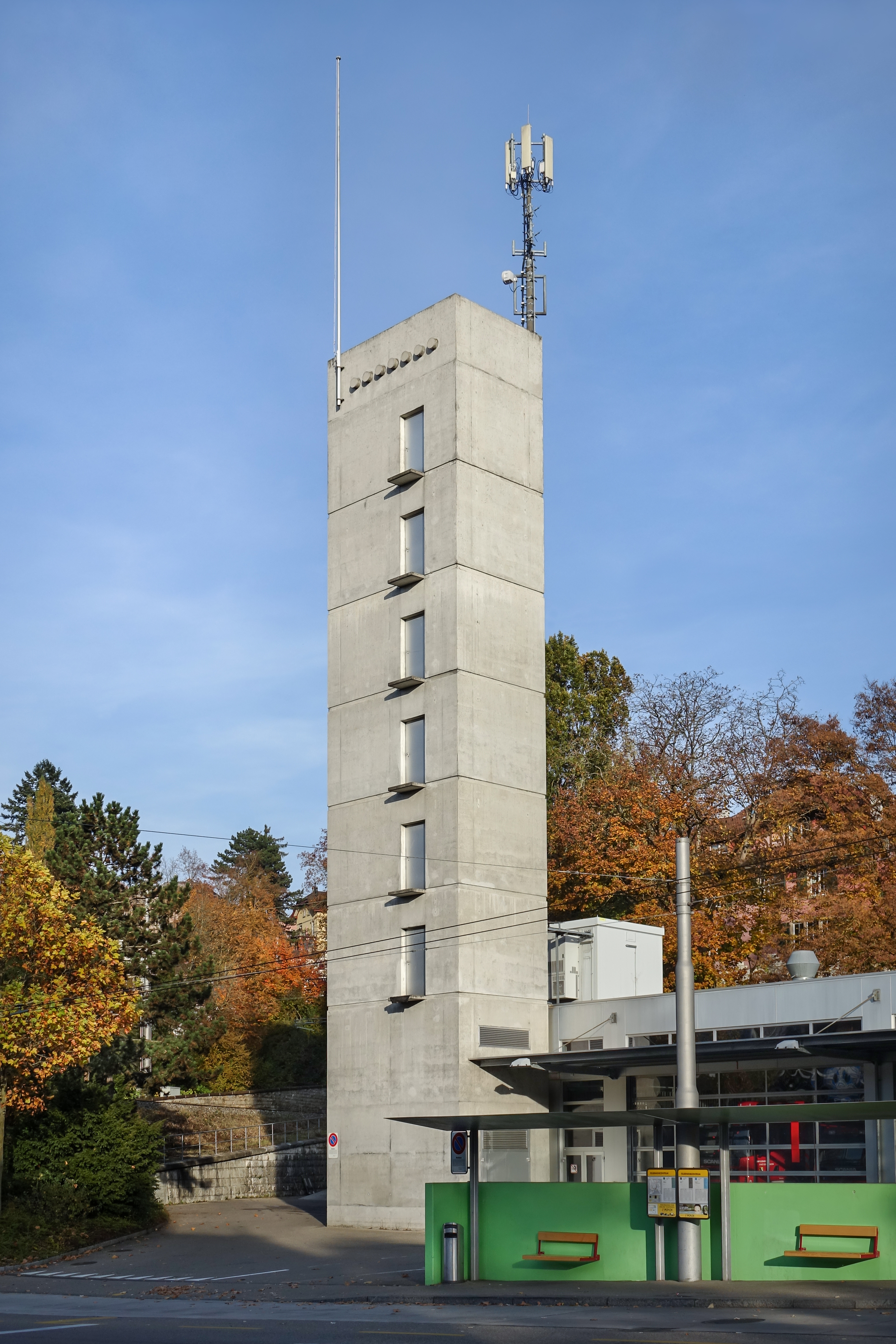
Schlauchturm des Feuerwehrzentrums Schaffhausen

Der Schlauchturm und Feuerwehrübungsturm ist ein oft markantes Zeichen einer Feuerwache oder eines Feuerwehrhauses. Hauptsächlich dient er zum Trocknen von Druckschläuchen nach Einsätzen und Übungen. Als die Schläuche noch aus Hanf hergestellt wurden, war das besonders wichtig. Bei heute verwendeten Schläuchen aus Kunstfaser ist dieses Vorgehen nicht mehr zwingend notwendig, aber immer noch sinnvoll, denn bei längerer Lagerung sollten auch die Stauräume schimmelfrei gehalten werden.
Im Schlauchturm werden die Schläuche in der Mitte mit einem Flaschenzug aufgezogen. So hängen sie gerade und können gut ablüften und damit zumindest äußerlich trocknen. Durch die überwiegend vorhandene Länge der B-Schläuche von 20 Metern ergibt sich dann eine notwendige Höhe von mindestens zehn Metern zuzüglich der Höhe für den Flaschenzug und der Befestigungen. Hat der Schlauchturm eine Höhe von mindestens 30 Metern, können Schläuche nur an einer Kupplung aufgehängt werden. Dadurch kann Wasser vollständig herauslaufen und der Schlauch von Innen durchtrocknen. Es besteht damit zusätzlich die Möglichkeit, einen 35-Meter-B-Schlauch einer Drehleiter zu trocknen.
Beim Neubau einer Feuerwache oder eines Feuerwehrhauses wird der Feuerwehrübungsturm oft aus finanziellen Gründen weggelassen und durch einen elektrisch betriebenen Schlauchtrockner ersetzt.

## Weitere Verwendungen
Bei immer mehr Feuerwehren wird der Schlauchturm zugleich als Übungseinrichtung für Leiterübungen (beispielsweise Hakenleitersteigen) oder Abseilübungen ausgebaut. Es werden auch Anleiterübungen mit tragbaren Leitern oder Drehleiterfahrzeugen durchgeführt.
Daher wird dieser Turm in Deutschland gemäß DIN 14092 Teil 3 als Feuerwehrübungsturm bezeichnet, da er neben der Schlauchtrocknung auch anderen Zwecken dient. Im Rheinland und in Westfalen wird ein solcher Turm Steigerturm genannt. Ende des 19. Jahrhunderts und Anfang des 20. Jahrhunderts wurden sie zu Übungszwecken für Feuerwehren im Anstellen und Erklimmen von Leitern, insbesondere zu Rettungs- und Löscheinsätzen, gebaut.

Nach Aufgabe der ursprünglichen Nutzung können Schlauchtürme auch anderen Nutzunge zugeführt werden: 2025 fördert die Deutsche Stiftung Denkmalschutz in Lübeck die denkmalgerechte Umnutzung des historischen bis 1984 von der Feuerwehr genutzten und seitdem leerstehenden Schlauchturms der ehemaligen Feuerwache St. Lorenz zu Wohnraum.

Galerie
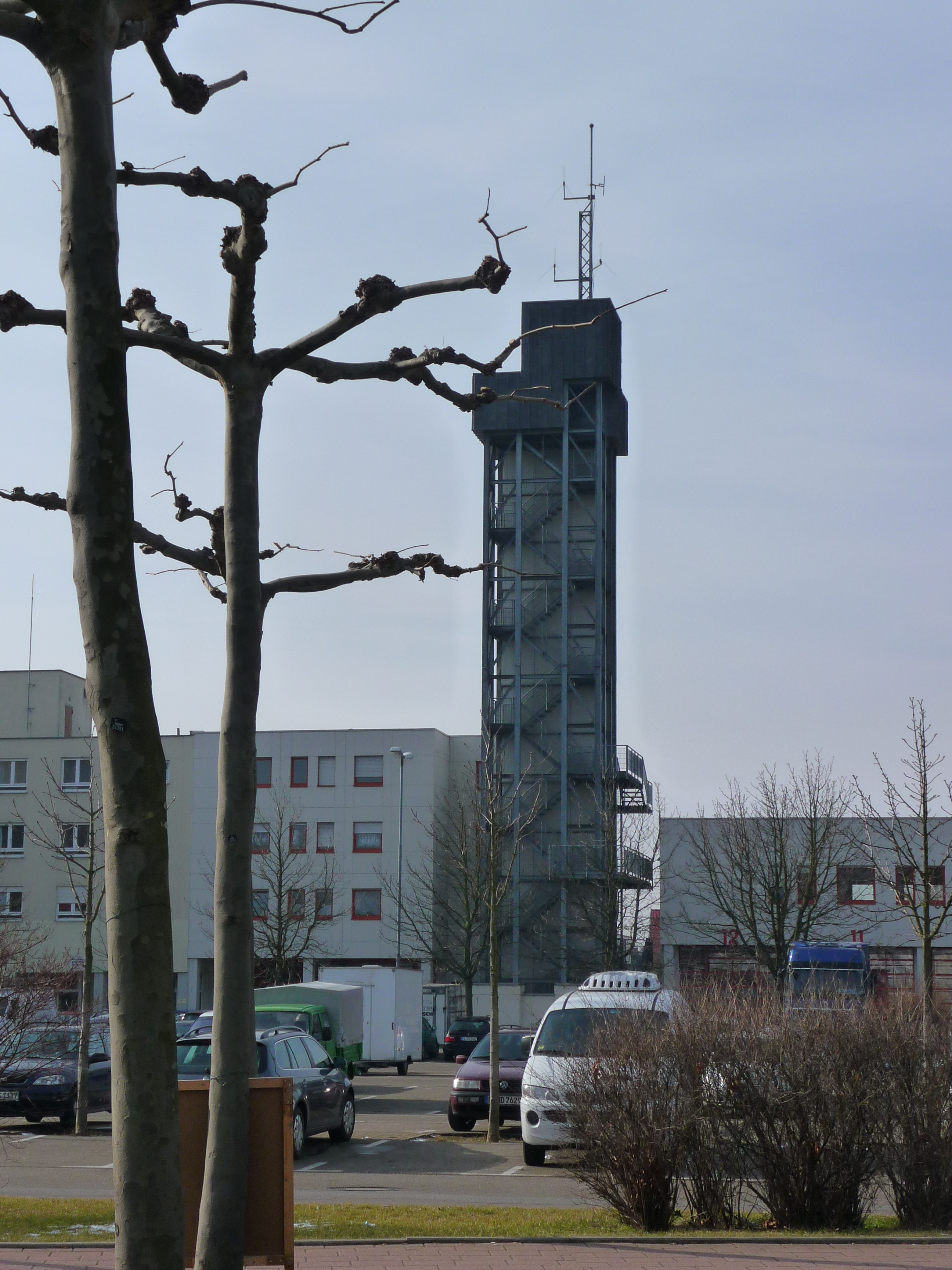
Feuerwehrübungsturm an der Feuerwache Schwetzingen
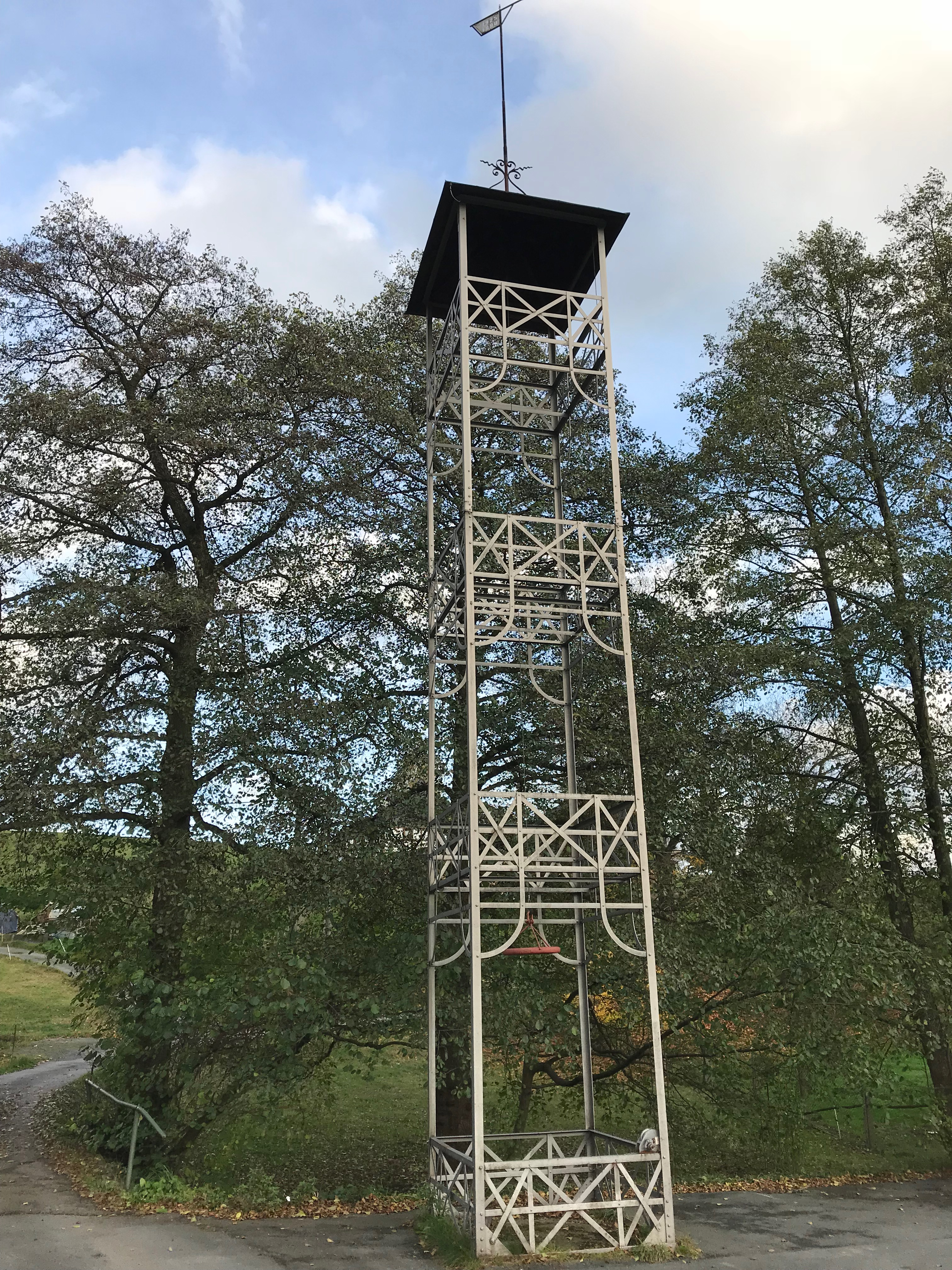
Schlauchturm-Stahlgerüst in Lengenfeld (Vogtland)
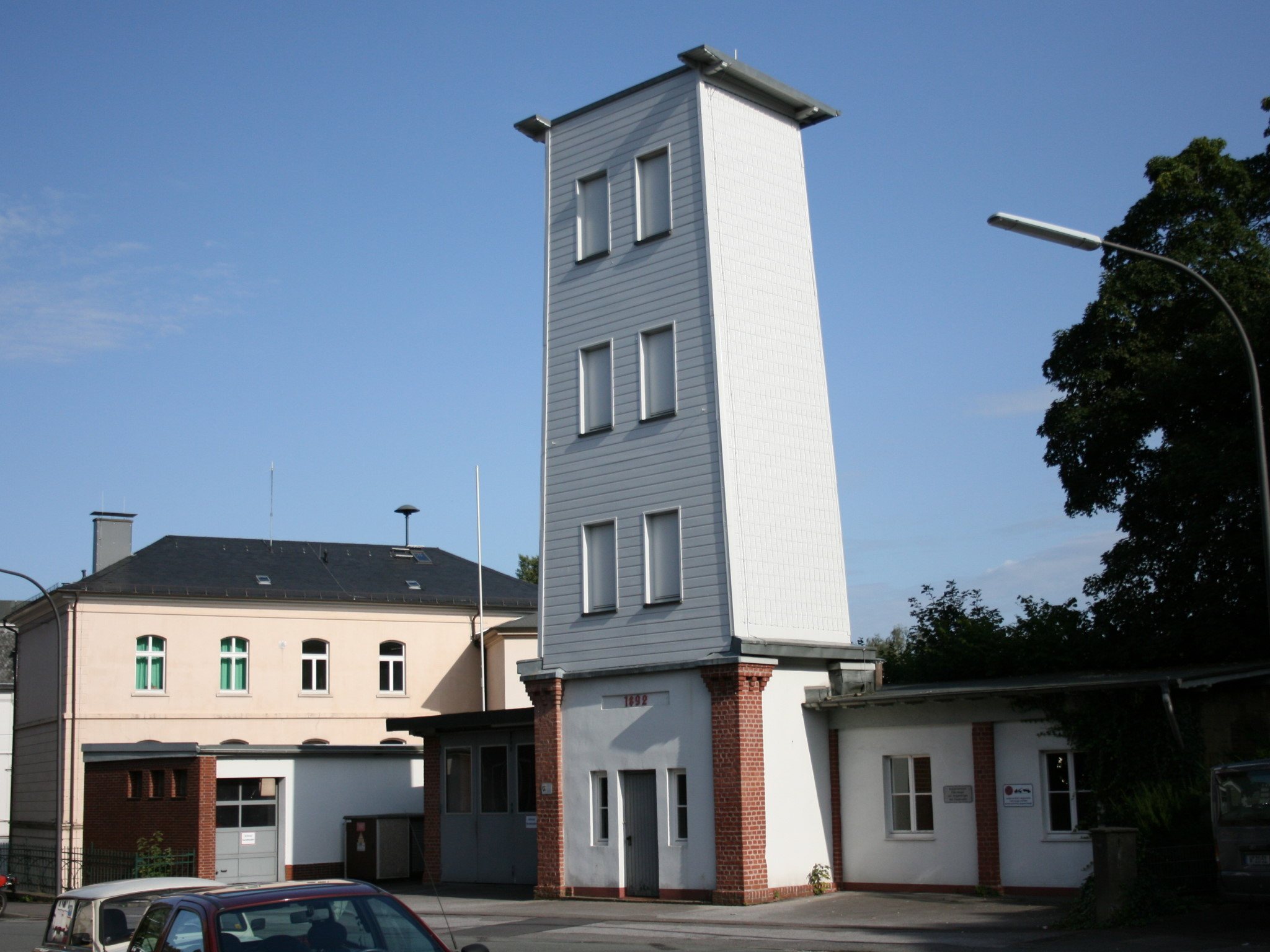
Denkmalgeschützter „Steigerturm“ der Feuerwache Wuppertal-Ronsdorf
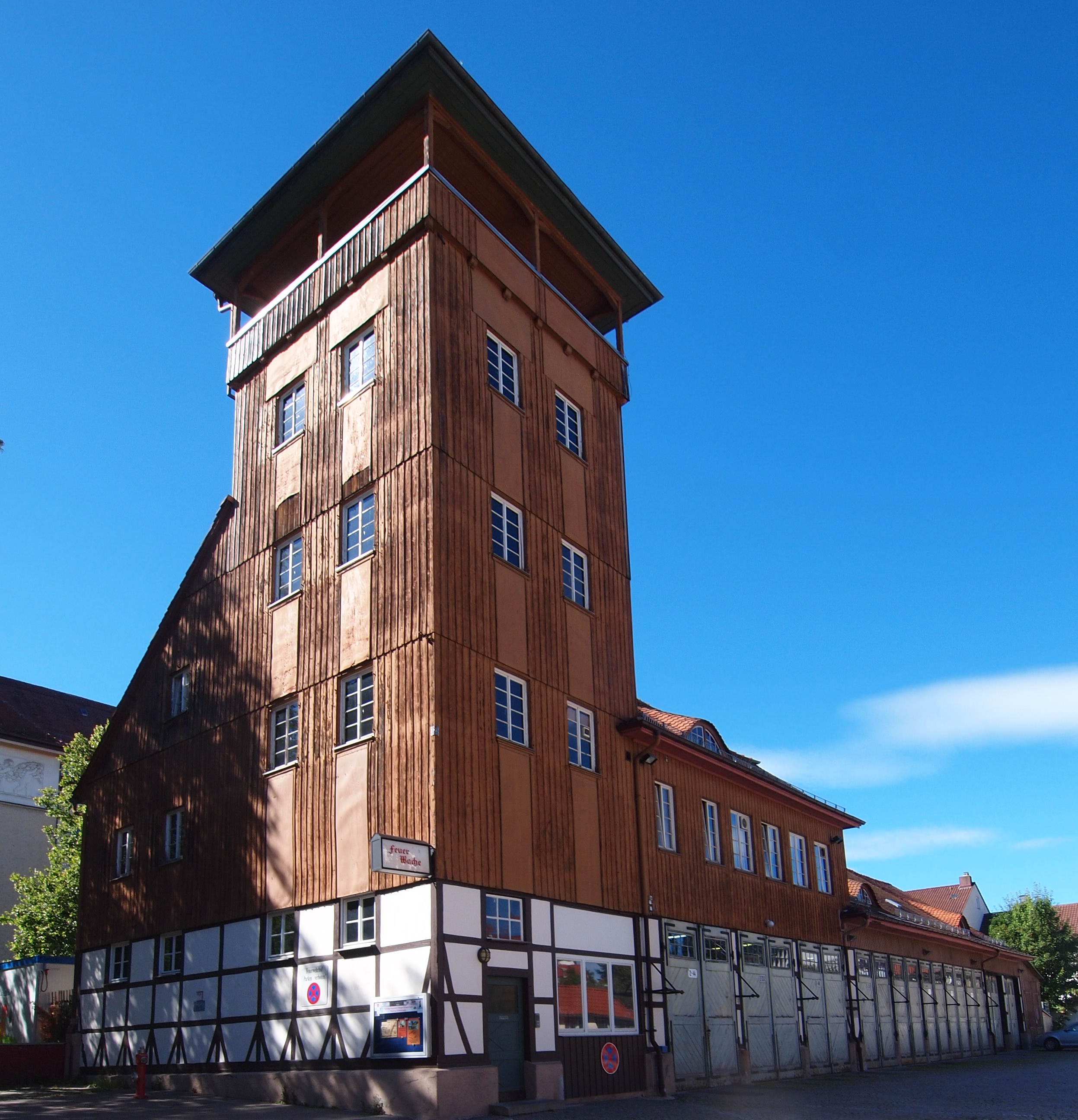
Feuerwehrübungsturm in Schwenningen (Neckar)
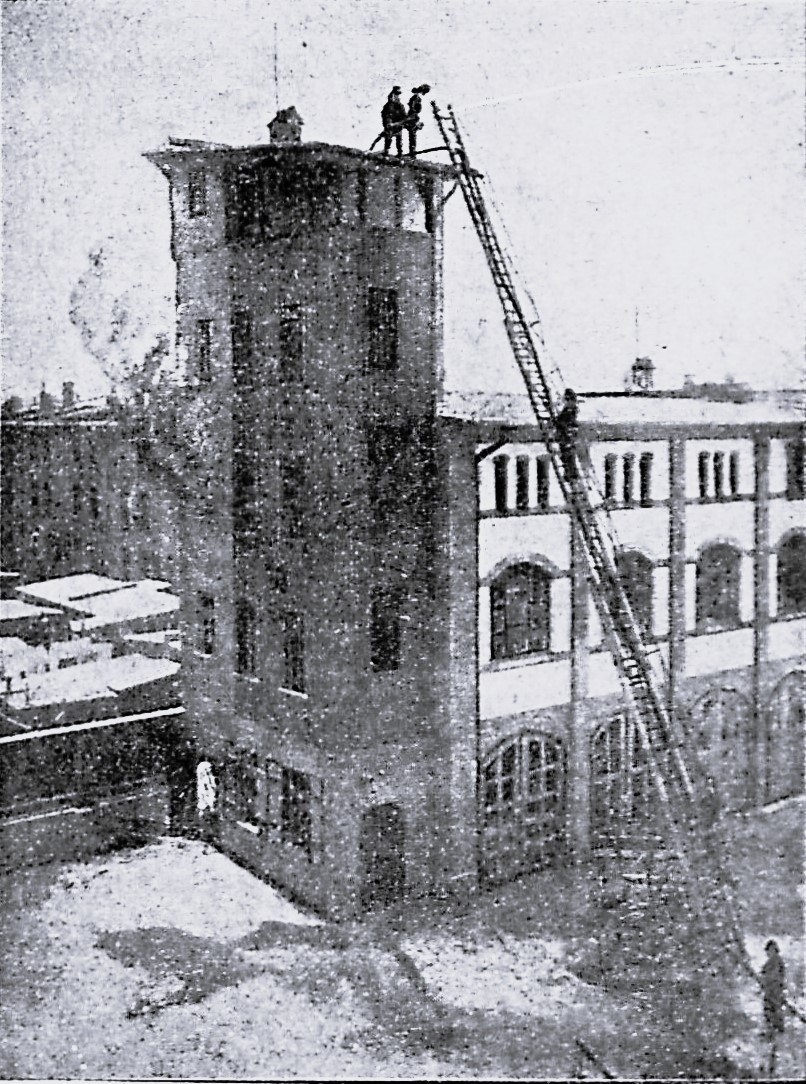
Seit 1984 ungenutzter Schlauchturm in Lübeck
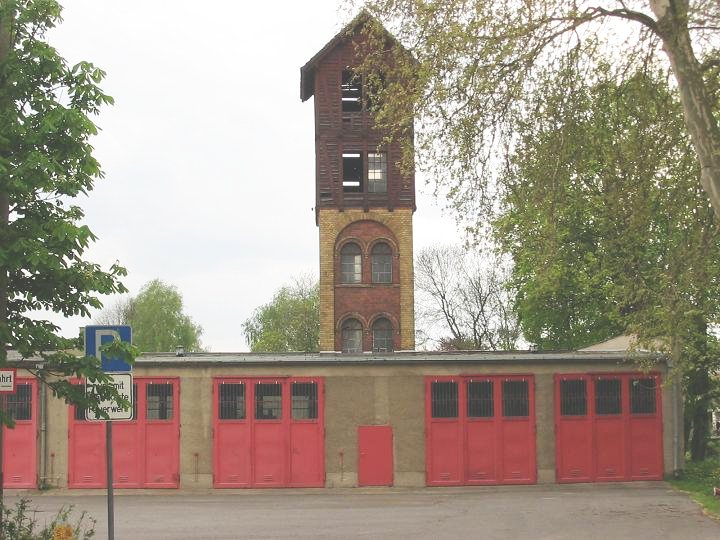
Feuerwache Luckenwalde (Brandenburg) mit Schlauchturm

## Nutzungskombinationen
Oft wird ein vorhandener Schlauchturm noch zusätzlich als Aufstellungsort der Sirene, der Funkantennen oder eines Windstärkenmessers verwendet, da hier eine erhöhte Anbringung von Vorteil ist.
In seltenen Fällen gibt es Feuerwehr-Schlauchtürme mit einer von Anfang an gänzlich anderen zusätzlichen Gebäudenutzung. Bekannt sind die Schlauch- und Glockentürme in Lamspringe (Niedersachsen) und in Liebenberg (Niederösterreich) sowie der Schlauch- und Uhrturm in Hartenstein (Bayern).